# Римские войска
Ри́мские войска́, Ри́мское во́йско — наименование вооружённых сил Римской империи, включавшие в себя сухопутные и морские силы.

## История
По признанию специалистов военного дела, на тот период времени, наиболее совершенная из военных организаций древности, одна из главнейших причин создания Римской «всемирной» империи и одно из наиболее характерных произведений римского гения. Полибий, излагая причины возвышения Рима, насколько они коренились в самом строе государства, считает необходимым особенно подробно остановиться на римской армии. В начале царского периода войско состояло из 3000 пехоты и трёх сотен всадников и находилось под начальством царя. Со времен так называемой реформы Сервия Туллия все наиболее зажиточные граждане должны были нести военную службу, причём в строю находились в тяжёлом вооружении граждане 4-х классов, а граждане 5-го класса составляли легковооружённую пехоту. В конце V века, уже во время республики, введено было деление легиона, по степени боевой опытности граждан, на три разряда. Набирались в это время, в случае войны, ежегодно 16 800 пехотинцев и 1200 кавалеристов из граждан, к которым присоединялись ещё не менее 20 000 союзного италийского войска. С 17-ти до 45-летнего возраста каждый гражданин нес полевую, а до 60 лет — гарнизонную службу, причём обязательно было участие в двадцати походах. В I веке до н. э. Марий реорганизовал войско, дав ему строение когортами и снабдив всех легионеров одинаковым вооружением; конница стала набираться исключительно из союзников. Во времена империи учреждено было постоянное войско, размещённое по провинциям; солдаты служили в нём по 20 лет; введена была императорская гвардия — преторианцы, которых при Августе было 9 000 человек; устроены были гарнизоны по городам, полицейская и пожарная стража. Уменьшение числа граждан в войсках и необходимость привлечения варваров привели к падению древнего строгого строя Римского войска. Наиболее стройной организация Римского войска была в период республики. Набор войска производился на Капитолии, позже — на Марсовом поле, а со времени получения прав гражданства союзниками — в различных пунктах Италии. Уклонявшиеся от повинности в древнейшее время продавались в рабство. После набора присягали полководцу легаты и трибуны, а затем и солдаты. Жалованья первоначально не было; каждому приходилось заботиться самому даже о своем вооружении. Со времен Камилла во время походов войско стало получать жалованье.
На продовольствие солдат ежемесячно получал около 101/2 гарнцев хлеба и некоторое количество соли. Во II в. до н. э. жалованье солдата было 120 денариев в год; при Цезаре жалованье было возвышено до 225 денариев, которые уплачивались по третям. Одежда солдат состояла из шерстяной рубахи с короткими рукавами, поверх которой носили панцирь, и плаща; плащ полководца был пурпурный. Обувью служили невысокие, зашнуровывавшиеся ремнями полусапоги (калиги), оставлявшие пальцы открытыми; брюки, во времена императоров, были в употреблении лишь у солдат, стоявших в северных местностях. Оружие у тяжеловооружённых состояло из короткого меча в 3/4 аршина длиной и копья для метания; для обороны имелись щит, шлем, панцирь и поножи. Легковооружённые имели несколько лёгких метательных копий и не носили панциря. В состав пехоты входили ещё пращники и стрелки-лучники. Кавалерия вооружена была пиками и длинными мечами. Каждый солдат нес на себе около 50 фунтов поклажи, состоявшей из съестных припасов, посуды для варки пищи, корзины, верёвки, топора, лопаты и пилы; тяжёлый багаж — запасное оружие, палатки и военные машины — везли во время похода особые обозные служители, на вьючных животных или на телегах.